# Roy Hargrove
Roy Hargrove (Waco, 16 ottobre 1969 – New York, 2 novembre 2018) è stato un trombettista, compositore e bandleader statunitense di musica jazz.

## Biografia
Roy Hargrove è stato uno dei trombettisti appartenenti alla generazione che si rivelò al grande pubblico durante gli anni novanta. Di impostazione hard bop, era dotato di un suono chiaro e brillante che non ha riferimenti a trombettisti del passato.
Scoperto nel 1987 dal celebre trombettista Wynton Marsalis, viene subito inserito nella sua band che gli apre le porte del jazz che conta, con collaborazioni prestigiose.
A vent'anni incide il primo album con l'etichetta Novus e forma un suo gruppo.
Realizzerà altri quattro album con la stessa etichetta e avrà la possibilità di dimostrare il suo valore, infatti parteciperà ad incisioni assieme a protagonisti quali Sonny Rollins, Frank Morgan e Jackie McLean.
Nel 1995 raggiungerà il primo posto come trombettista dell'anno nella classifica dei lettori della prestigiosa rivista jazz Down Beat.
Nello stesso anno incide un disco importante insieme al pianista Stephen Scott e al bassista Christian McBride, dedicato al sassofonista Charlie Parker, che gli darà notevole prestigio; seguiranno altri dischi di successo con la prestigiosa casa discografica Verve Records.
In Italia ha partecipato: a due edizioni del Pozzuoli Jazz Festival (2013 e 2014) e alla IV edizione del Summer Live Tones (2015) a Napoli al Maschio Angioino.
Muore a New York il 2 novembre 2018 all'età di 49 anni, a causa di un arresto cardiaco.

## Discografia
- Come leader:
  - Public Eye, 1991
  - The Vibe, 1992
  - Beauty And The Beast, 1992
  - Of Kindred Souls, 1993
  - Parker's Mood, 1995
  - Diamond In The Rough, 1989
  - Extended Family, 1995
  - Approaching Standards, 1993
  - With The Tenors Of Our Time, 1993
  - Habana, 1997
  - Moment To Moment: Roy Hargrove With Strings, 2000
  - Directions In Music: Live At Massey Hall 2002
  - Hardgroove, 2003
  - Strength, 2004
  - Distractions, 2006
  - Nothing Serious, 2006
  - Ear Food, 2008
  - Emergence, 2009
- Come sideman:
  - Shirley Horn, I Remember Miles, 1990
  - Antonio Hart, The Tokyo Sessions, 1991
  - Danny Gatton, New York Stories, 1992
  - Shirley Horn, The Main Ingredient, 1996
  - Ray Brown, Some Of My Best Friends Are ... The Trumpet Players
  - Oscar Peterson, Live At The Town Hall
  - Barbara Dennerlei, Take Off!, 1995
  - T.S. Monk, Monk On Monk 1997
  - Roy Haynes, A Tribute To Charlie Parker, 2001
  - Dave Brubeck, Young Lions & Old Tigers, 1995
  - Dianne Reeves, Quiet After The Storm
  - Oscar Peterson, Oscar's Ballads, 2001
  - Kenny Rankin, A Song For You, 2002
  - Erykah Badu: Worldwide Underground, 2003
  - Abbey Lincoln, A Turtle's Dream, 1994
  - Christian McBride, Gettin' To It, 1994
  - Shirley Horn, May the Music Never End, 2003
  - John Mayer, Continuum, 2006
  - Jimmy Cobb Quartet, Cobb's Corner, 2007
  - John Beasley, Letter to Herbie, 2008
  - Roy Assaf & Eddy Khaimovich Quartet, Andarta 2008
  - Jimmy Cobb Quartet, Jazz in the Key of Blue, con Russell Malone chitarra e John Webber Basso, 2009
  - Marcus Miller & L'Orchestre Philharmonique de Monte Carlo A Night in Monte Carlo, 2010
  - Angélique Kidjo, Õÿö, solo "Samba Pa Ti", 2010
  - Cyrille Aimée, Cyrille Aimée & Friends (Live at Smalls), 2011